# Sergio Aquino
Sergio Daniel Aquino (ur. 21 września 1979 w Clorinda) – argentyński piłkarz z obywatelstwem paragwajskim występujący najczęściej na pozycji prawego pomocnika. Od 2006 roku zawodnik Libertadu, grającego w Primera División de Paraguay.

## Kariera klubowa
Aquino – mimo iż urodził się w Argentynie – jest wychowankiem paragwajskiego Cerro Porteño, z którym zdobył dwa tytuły mistrzowskie. W 2005 roku na zaledwie jeden sezon zasilił Olimpię, a następnie podpisał kontrakt ze stołecznym Libertadem. Z tym zespołem zostawał mistrzem Paragwaju w sezonach: 2006, 2007, Apertura 2008 i Clausura 2008.

### Statystyki klubowe
| Klub          | Sezon | Rozgrywki                    | Mecze | Gole |
| ------------- | ----- | ---------------------------- | ----- | ---- |
| Libertad      | 2010  | Primera División de Paraguay | 0     | 0    |
| Libertad      | 2009  | Primera División de Paraguay | 41    | 1    |
| Libertad      | 2008  | Primera División de Paraguay | 21    | 1    |
| Libertad      | 2007  | Primera División de Paraguay | 35    | 2    |
| Libertad      | 2006  | Primera División de Paraguay | 16    | 1    |
| Olimpia       | 2005  | Primera División de Paraguay | 30    | 2    |
| Cerro Porteño | 2004  | Primera División de Paraguay | 31    | 2    |
| Cerro Porteño | 2003  | Primera División de Paraguay | 28    | 2    |
| Cerro Porteño | 2002  | Primera División de Paraguay | 32    | 2    |
| Cerro Porteño | 2001  | Primera División de Paraguay | 21    | 1    |

Ostatnia aktualizacja: 1 stycznia 2010.

## Kariera reprezentacyjna
Sergio Aquino po raz pierwszy wystąpił w reprezentacji Paragwaju w 2008 roku. Został powołany do szerokiej kadry na Mudnial 2010 przez selekcjonera Martino.

### Statystyki reprezentacyjne
| Reprezentacja | Rok  | Mecze | Gole |
| ------------- | ---- | ----- | ---- |
| Paragwaj      | 2010 | 0     | 0    |
| Paragwaj      | 2009 | 3     | 0    |
| Paragwaj      | 2008 | 4     | 0    |

Ostatnia aktualizacja: 24 maja 2010.